# Hailuoto
Hailuoto (en sueco: Karlö) es una isla y un municipio de Oulu, Ostrobotnia del Norte (Finlandia).
Tiene una población de 1000 habitantes (2007) y una superficie de 196,56 km² (con zonas marítimas) de los cuales 5,26 km² son extensiones de agua. Su densidad de población es, por tanto, de 5 habitantes por km².